# 아시안 하이웨이 63호선
아시안 하이웨이 63호선(AH63)은 러시아 사마라에서 출발, 우즈베키스탄의 구자르까지 이어주는 총 연장 2,500 km의 거리를 가진 국제 간선 도로망이다. 그러나 이 도로는 아시안 하이웨이 6호선과 아시안 하이웨이 62호선, 유럽 고속도로 121호선, 유럽 고속도로 40호선과도 직접 만난다.

## 주요 경유지

### 러시아
- A300 간선도로 ( M32 고속도로, 2010년 이전) : 사마라 - 마시타코프

### 카자흐스탄
- M32 고속도로 : 포고다에보 - 오랄
- A28 고속도로 : 오랄 - 아티라우
- A27 고속도로 : 아티라우 - 도소르(영어판)
- A33 고속도로 : 도소르(영어판) - 베이뉴(영어판)
- P1 도로 : 베이뉴(영어판) - 악지킷

### 우즈베키스탄
- 카라칼파크스탄 - 누쿠스 - 부하라 - 구자르 (도로 이름 없음)